# Нео-поп
Нео-поп, иногда встречаются названия нео-поп-арт и пост-поп (англ. Neo-pop, Post-Pop) — направление, возникшие в 80-е годы XX столетия как реакция на концептуализм и минимализм.
Нео-поп не является принципиально новым художественным движением, а скорее представляет собой эволюцию поп-арта с его интересом к предметам массового потребления и знаменитостям мира популярной культуры, только уже с иконами и символами нового времени (Майкл Джексон, Мадонна, Бритни Спирс, Пэрис Хилтон и др.).
Прекрасными примерами нео-попа могут служить скульптуры Катарины Фрич «Rat-King» (1993) и Джеффа Кунса «Michael Jackson and Bubbles» (1988). Нео-поп в значительной степени зависит от средств массовой информации и как источника вдохновения, и как средства для продвижения (примером может служить творчество Дэниела Эдвардса с его неоднозначными скульптурами обнаженных знаменитостей).
В творчестве многих художников нео-попа помимо поп-арта можно обнаружить влияние минимализма, концептуального искусства и фотореализма.

## Художники
- Эль Анацуи
- Эшли Бикертон (с 1990-х, в середине 1980-х создавал работы в стиле нео-гео)
- Ван Ду
- Франческо Веццоли
- Милан Кунк
- Джефф Кунс
- Марико Мори
- Джоэл Моррисон
- Том Сакс
- Такаси Мураками
- Ёситомо Нара
- Элизабет Пейтон
- Ричард Принс
- Пол Пфайффер
- Уго Рондиноне
- Микалейн Томас
- Кьянде Уайли
- Келли Уолкер
- Ричард Филлипс
- Катарина Фрич
- Дэниел Эдвардс